# Залесный (Казань)
Залесный (тат. Залесный, тат. Урман арты) — посёлок в Кировском районе Казани.

## География
Залесный расположен в западной части Кировского района, у пересечения дорог Юдино — Осиново и Казань — Нижний Новгород.

## Административная принадлежность
С конца 1930-х годов входил в состав Юдинского района (1938–1963) с 1963 года находился в подчинении Зеленодольского горсовета; с 1965 года в Кировском районе Казани.
На низшем административном уровне входил в состав Юдинского поссовета.

## История
Официально зарегистрирован в 1959 году, однако фактически существовал и раньше, о чём свидетельствует факт нахождения школы в посёлке ещё в 1941 году. В 1930-е – 1950-е годы упоминался под названиями Юдинская сельхозферма, посёлок совхоза № 3 (по совхозу № 3 ДОРУРСа Казанской железной дороги, позже преобразованного в совхоз «Юдинский», центральная усадьба которого также находилась в посёлке).
В 1965 году вошёл в состав Кировского района Казани. Вскоре после присоединения к Казани, в 1966–1969 годах, бо́льшая часть улиц посёлка была переименована в целях устранения дублирующих названий.
В конце 1980-х – начале 1990-х годов земельные участки вокруг посёлка выделены были выделены предприятиям города под индивидуальное жилищное строительство (вертолётный завод, «Татагропромстрой», «Тасма», НПП имени Ленина). Эти посёлки также принято относить к Залесному; посёлки ИЖС «Тасмы» и НПП имени Ленина иногда выделяют в посёлок Залесный-2.  В 2010-х годах севернее Залесного начал возводиться жилой массив Салават Купере.

## Улицы
- Аккош (тат. Аккош урамы, Aqqoş uramı). Начинаясь от Актанышской улицы, пересекает Узорную улицу и заканчивается пересечением с Хибинской улицей.
- Аксакова переулок (тат. Аксаков тыкрыгы, Aqsaqof tıqrığı). Начинаясь от улицы Аксакова, заканчивается пересечением с Ландышевой улицей.
- Аксакова (тат. Аксаков урамы, Aqsaqof uramı). Начинаясь от Залесной улицы, пересекает Кавказскую улицу, Совхозный переулок, Актанышскую улицу, переулок Аксакова, Узорную улицу, Ландышевый переулок и заканчивается пересечением с Хибинской улицей.
- Аксу (тат. Аксу урамы, Aqsu uramı). Начинаясь от Залесной улицы, пересекает улицы Сазлы, Плужная, Йолдызлы, Сердаш и заканчивается пересечением с безымянным проездом.
- Актанышская (бывшая улица Толбухина, переименована 18 февраля 1987 года, тат. Актаныш урамы, Aqtanış uramı).[15] Начинаясь от Залесной улицы, пересекает улицы Шавкат, Аккош, Песенная, Аксакова и заканчивается пересечением с Ландышевой улицей; ответвление улицы отходит от основной трассы улицы на запад и заканчивается пересечением с Хибинской улицей.
- Актанышский переулок (тат. Актаныш тыкрыгы, Aqtanış tıqrığı). Начинаясь от Узорной улицы, заканчивается пересечением с Хибинской улицей.
- Актюбинская (бывшая улица Пархоменко, переименована 28 ноября 1967 года, тат. Актүбә урамы, Aqtübä uramı).[9] Начинаясь от Залесной улицы, заканчивается пересечением с Лесопарковой улицей.
- Алан (тат. Алан урамы, Alan uramı). Находится в посёлке ИЖС «НПП им. Ленина»; начинаясь от дома № 2 по улице Алан, пересекает 1-й Красочный тупик и заканчивается на северной окраине посёлка.
- Алеутская (бывшая улица Котовского, переименована 28 ноября 1967 года, тат. Алеут урамы, Aleut uramı).[9] Начинаясь от Залесной   улицы, заканчивается пересечением с Варшавской и Лесопарковой улицами.
- Алтынова (ранее часть Лесопарковой улицы, переименована 8 апреля 2005 года, тат. Алтынов урамы, Altınof uramı).[16] Начинаясь от школы № 59, пересекает Лесопарковый переулок, улицы Интернатная, Таганрогская, Пограничная и заканчивается пересечением с дорогой Осиново — Юдино.
- Аулак переулок (тат. Аулак тыкрык, Awlaq tıqrıq). Начинаясь от безымянного проезда, заканчивается с улицей Узянле.
- Болгарская (бывшая Крайняя улица, переименована 28 ноября 1967 года, тат. Болгария урамы, Bolğariä uramı).[9] Начинаясь от Варшавской улицы и заканчивается пересечением с Залесной улицей.
- Варшавская (бывшие улицы Зелёная, Интернациональная и Фурманова, объединены 28 ноября 1967 года, тат. Варшау урамы, Warşaw tıqrığı).[9] Начинаясь от Хибинской улицы, пересекает улицы Болгарская, Окская, Варшавский переулок, Интернатная, Таганрогская, Пограничная, Паровозников, Селянская, Молдавская, Тетюшская, Вьюжная, Ежевичная, Карпатская, Родниковая, Красноармейский переулок, Полоцкая, Калиновского и заканчивается пересечением с Алеусткой улицей.
- Варшавский переулок (бывшая улица Лермонтова, переименована 28 ноября 1967 года, тат. Варшау тыкрыгы, Warşaw tıqrığı). Начинаясь от Варшавской улицы и заканчивается пересечением с Залесной улицей.
- Выборная (тат. Сайлаулар урамы, Saylawlar uramı). Начинаясь от Залесной улицы, заканчивается пересечением с Лесопарковой улицей.
- Вьюжная (бывшая Боевая улица, переименована 28 ноября 1967 года, тат. Кар бураны урамы, Qar buranı uramı).[9] Начинаясь от Залесной улицы, пересекает Варшавскую улицу и заканчивается пересечением с Лесопарковой улицей.
- Горьковское шоссе (часть)
- Гузель (тат. Гүзәл урам, Güzäl uram). Находится в посёлке ИЖС «Тасма»; начинаясь от северной окраины посёлка, пересекает улицу Тан и заканчивается пересечением с улицей Тасма.
- Ежевичная (бывшая улица Дружбы, переименована 28 ноября 1967 года, тат. Кара бөрлегән урамы, Qara börlegän uramı).[9] Начинаясь от Залесной улицы, пересекает Варшавскую улицу и заканчивается пересечением с Лесопарковой улицей.
- Залесная
- Залесная 2-я (названа 18 февраля 1969 года, тат. 2 нче Урман арты урамы, 2 nçe Urman artı uramı).[10] Начинаясь от Залесной улицы, пересекает 5-ю Залесную улицу и заканчивается пересечением с безымянным проездом.
- Залесная 4-я (тат. 4 нче Урман арты урамы, 4 nçe Urman artı uramı). Проходит между улицами Новосёлова и 5-я Залесная.
- Залесная 5-я (тат. 5 нче Урман арты урамы, 5 nçe Urman artı uramı). Проходит между улицами 5-я Залесная и 6-я Залесная.
- Залесная 6-я (тат. 6 нчы Урман арты урамы, 6 nçı Urman artı uramı). Начинаясь от Прудной улицы, пересекает 7-ю Залесную улицу и заканчивается пересечением с безымянным проездом.
- Залесная 7-я (тат. 7 нче Урман арты урамы, 7 nçe Urman artı uramı). Начинаясь от 6-й Залесной улицы, заканчивается пересечением со 2-й Ново-Осиновской улицей.
- Залесная 8-я (тат. 8 нче Урман арты урамы, 8 nçe Urman artı uramı). Начинаясь от безымянного проезда, заканчивается пересечением с  улицей Аксу
- Залесный переулок (тат. Урман арты тыкрыгы, Urman artı tıqrığı). Начинаясь от Залесной улицы, заканчивается, немного не доходя до Осиновской улицы.
- Зимняя (бывшая улица Мусы Джалиля, переименован 28 ноября 1967 года, тат. Кышкы урам, Qışqı uram).[9] Начинаясь от Залесной улицы, заканчивается пересечением с Варшавской улицей.
- Интернатная (бывшая Строительная улица, переименована 28 ноября 1967 года, тат. Интернат урамы, İnternat uramı).[9] Начинаясь от Родниковой улицы, пересекает Красноармейский переулок, Полоцкую улицу и заканчивается пересечением с Зимней улицей.
- Йолдызлы (тат. Йолдызлы урам, Yoldızlı uram). Начинаясь от безымянного проезда, пересекает улицу Плужная, саму себя и заканчивается пересечением с безымянным проездом; ответвление улицы пересекается с улицами Стожки и Аксу.
- Кавказская (бывшая улица Щорса, переименована 18 февраля 1987 года, тат. Кавказ урамы, Qawqaz uramı).[15] Заканчивается  пересечением с улицей Аксакова.
- Калиновского (бывшая улица Калинина, переименована 28 ноября 1967 года, тат. Калиновски урамы, Kalinofski uramı).[9] Начинаясь от Залесной   улицы, заканчивается пересечением с Варшавской улицей.
- Карпатская (бывшая Гвардейская улица, переименована 28 ноября 1967 года, тат. Карпат урамы, Karpat uramı).[9] Начинаясь от Залесной улицы, пересекает Варшавскую улицу и заканчивается пересечением с Лесопарковой улицей.
- Кемеш (тат. Көмеш урам, Kömeş uram). Находится в посёлке ИЖС «Тасма»; начинаясь от Паратской улицы, заканчивается на южной окраине посёлка.
- Красноармейский переулок (бывшая Красноармейская улица, переименована 29 марта 1966 года, тат. Кызыл Әрме тыкрыгы, Qızıl Ärme tıqrığı).[8] Начинаясь от Лесопарковой улицы, пересекает Варшавскую улицу и заканчивается пересечением с Полесской улицей.
- Красочная (тат. Чагыл урам, Çağıl uram). Находится в посёлке ИЖС «НПП им. Ленина»; начинаясь от южной окраины посёлка, пересекает 1-й и 2-й Красочные тупики и заканчивается на северной окраине посёлка.
- Красочный 1-й тупик (тат. 1 нче Чагыл тупыйк, 1 nçe  Çağıl tupıyq). Находится в посёлке ИЖС «НПП им. Ленина»; начинаясь от улицы Мастеров, пересекается с улицами Свияжская, Юлдаш, Пороховая, Красочная, Алан, Оружейников и выходит на автобусную остановку «Новая Тура».
- Красочный 2-й тупик (тат. 2 нче Чагыл тупыйгы, 2 nçe Çağıl tupıyğı). Находится в посёлке ИЖС «НПП им. Ленина»; начинаясь от улицы Мастеров, пересекается с улицами Свияжская, Юлдаш, Пороховая, Красочная, после чего заканчивается.
- Красочный переулок (тат. Чагыл тыкрык, Çağıl tıqrıq). Находится в посёлке ИЖС «НПП им. Ленина», на его южной окраине; пересекается с улицами Красочная, Пороховая и Юлдаш.
- Кырлай (тат. Кырлай урамы, Qırlay uramı). Находится в посёлке ИЖС «Тасма»; начинаясь от улицы Тан, пересекает улицу Тасма и пересекается с самой собой; ответвление улицы пересекается с Паратской улицей.
- Ландышевая (тат. Энҗе чәчәк урамы, Ence cäcäk uramı). Начинаясь от Актанышской улицы, заканчивается пересечением с Актанышской улицей.
- Ландышевый переулок (тат. Энҗе чәчәк тыкрыгы, Ence cäcäk tıqrığı). Начинаясь от улицы Аксакова, заканчивается у лесного массива.
- Лесной переулок (ранее часть Парковой улицы, переименована 29 марта 1966 года, тат. Урманлы тыкрык, Urmanlı tıqrıq). Заканчивается пересечением с Лесопарковой улицей.
- Лесопарковая (бывшие улицы Лесная, Парковая и Школьная, объединены 29 марта 1966 года, тат. Урман паркы урамы, Urman parkı uramı).[8] Начинаясь от Лесного переулка, пересекает улицы Актюбинская, Славянская, Выборная, Алеутская, Зимняя, Красноармейский переулок, Родниковая, Карпатская, Ежевичная, Вьюжная, Тетюшская, Молдавская, Селянская, Паровозников и заканчивается пересечением с дорогой Осиново — Юдино.
- Лесопарковый переулок (назван 18 февраля 1969 года, тат. Urman parkı tıqrığı, Урман паркы тыкрыгы).[10] Начинаясь от улицы Алтынова, заканчивается у лесного массива.
- Мастеров (тат. Осталар урамы, Ostalar uramı). Находится в посёлке ИЖС «НПП им. Ленина»; начинаясь от южной окраины посёлка, пересекает 1-й и 2-й Красочные тупики и заканчивается на северной окраине посёлка.
- Молдавская (бывшая Первомайская улица, переименована 28 ноября 1967 года, тат. Молдавия урамы, Moldaviä uramı).[9] Начинаясь от Залесной улицы, пересекает Варшавскую улицу и заканчивается пересечением с Лесопарковой улицей.
- Ново-Осиновский переулок (тат. Яңа Усаклы тыкрыгы, Yaña Usaqlı tıqrığı). Начинаясь от 3-й Ново-Осиновской улицы, пересекает 2-ю Ново-Осиновскую и Ново-Осиновскую улицы и заканчивается пересечением с безымянным проездом.
- Ново-Осиновская (тат. Яңа Усаклы урамы, Yaña Usaqlı uramı). Начинаясь от Осиновской улицы, пересекает Ново-Осиновский переулок и заканчивается пересечением со 2-ю Ново-Осиновской улицей.
- Ново-Осиновская 2-я (тат. 2 нче Яңа Усаклы урамы, 2 nçe Yaña Usaqlı uramı). Начинаясь от Ново-Осиновского переулка, пересекает 3-ю Ново-Осиновскую, 7-ю Залесную улицы и заканчивается пересечением с безымянным проездом.
- Ново-Осиновская 3-я (тат. 3 нче Яңа Усаклы урамы, 3 nçe Yaña Usaqlı uramı). Начинаясь от Осиновской улицы, пересекает Ново-Осиновский переулок и заканчивается пересечением со 2-ю Ново-Осиновской улицей.
- Новосёлова (бывшая 3-я Залесная улица, названа 18 февраля 1969 года, вновь переименована 8 апреля 2004 года, тат. Новосөлов урамы, Novosölof uramı).[10][16] Пересекается с 5-й Залесной улицей.
- Окская (бывшая улица Энгельса, переименована 28 ноября 1967 года, тат. Ука урамы, Uqa uramı).[9] Начинаясь от Варшавской улицы и заканчивается пересечением с Залесной улицей.
- Оружейников (тат. Коралчылар урамы, Qoralçılar uramı). Находится в посёлке ИЖС «НПП им. Ленина»; начинаясь недалеко от объездной дороги, пересекает 1-й Красочный тупик и заканчивается на северной окраине посёлка.
- Осиновская
- Осиновская 2-я (названа 18 февраля 1969 года, тат. 2 нче Усаклы урамы, 2 nçe Usaqlı uramı).[10] Начинаясь от Осиновского переулка, заканчивается пересечением с улицей Наиля Юсупова.
- Осиновский переулок (назван 18 февраля 1969 года, тат. Осиново тыкрыгы, Usaqlı tıqrığı).[10] Начинаясь от Осиновской улицы, заканчивается пересечением с улицей Альфии Авзаловой.
- Паратская (тат. Парат урамы, Parat uramı). Находится в посёлке ИЖС «Тасма»; начинаясь от улицы Гузель, пересекает улицы Тасма и Кемеш и заканчивается пересечением с улицей Кырлай.
- Паровозников (29 марта 1966 года к ней присоединена улица Некрасова, тат. Паравызчылар урамы, Parawızçılar uramı).[8] Начинаясь от Лесопарковой улицы, пересекает Варшавскую улицу и заканчивается пересечением с Залесной улицей.
- Песенная (тат. Җыр урамы, Cır uramı). Начинаясь от Актанышской улицы, пересекает Узорную улицу и заканчивается пересечением с Хибинской улицей.
- Плужная (тат. Сабан урамы, Saban uramı). Начинаясь от Прудной улицы, пересекает улицы Аксу, Сазлы, Стожки, Йолдызлы и Сердаш.
- Пограничная (бывшая улица Пушкина, переименована 29 марта 1966 года, тат. Чик буе урамы, Çik buyı uramı).[8] Начинаясь от улицы Алтынова, пересекает Варшавскую улицу и заканчивается пересечением с Залесной улицей.
- Полесская (бывшие улицы Лизы Чайкиной и Озёрная, объединены 28 ноября 1967 года, тат. Полесье урамы, Polesye uramı).[9] Начинаясь от Залесной улицы, заканчивается пересечением с Варшавской и Лесопарковой улицами.
- Полоцкая (бывшая улица Павлика Морозова, переименована 28 ноября 1967 года, тат. Полоцк урамы, Polotsk uramı).[9] Начинаясь от Залесной улицы, пересекает Полесскую улицу и заканчивается пересечением с Варшавской улицей.
- Пороховая (тат. Дары урамы, Darı uramı). Находится в посёлке ИЖС «НПП им. Ленина»; начинаясь от Красочного переулка, пересекает 1-й и 2-й Красочные тупики и заканчивается на северной окраине посёлка.
- Прудная (тат. Буа урамы, Bua uramı). Начинаясь от Залесной улицы, пересекает улицы Плужная и 6-я Залесная и заканчивается внутри квартала.
- Родниковая (бывшая Пионерская улица, переименована 29 марта 1966 года, тат. İneşle uram, Инешле урам).[8] Начинаясь от Залесной улицы, пересекает Варшавскую и Полесскую улицы, заканчивается пересечением с Лесопарковой улицей.
- Сазлы (тат. Сазлы урам, Sazlı uram). Начинаясь от улицы Аксу, заканчивается пересечением с Плужной улицей.
- Сафина (бывшая улица Ватутина, переименована 18 февраля 1987 года, затем Совхозная улица, переименована 8 апреля 2005 года, тат. Сафин урамы, Safin uramı).[15][17] Начинаясь от Залесной улицы, заканчивается внутри квартала.
- Свияжская (тат. Зөя урамы, Zöyä uramı). Находится в посёлке ИЖС «НПП им. Ленина»; начинаясь от южной окраины посёлка, пересекает 1-й и 2-й Красочные тупики и заканчивается на северной окраине посёлка.
- Селянская (бывшая Железнодорожная улица, переименована 28 ноября 1967 года, тат. Авыл урамы, Awıl uramı).[9] Начинаясь от Залесной улицы, пересекает Варшавскую улицу и заканчивается пересечением с Лесопарковой улицей.
- Сердаш (тат. Сердәш урам, Serdäş uram). Начинаясь от улицы Йолдызлы, пересекает улицы Плужная, Шумная и заканчивается пересечением с безымянным проездом.
- Симбирская (тат. Сембер урамы, Sember uramı). Находится в посёлке ИЖС «Тасма»; начинаясь от северной окраины посёлка, пересекает улицу Тан и заканчивается на южной окраине посёлка.
- Славянская (бывшая Садовая улица, переименована 29 марта 1966 года, тат. Славән урамы, Slawän uramı).[8] Начинаясь от Лесопарковой улицы, пересекает Варшавскую улицу и заканчивается, немного не доходя до Залесной улицы.
- Стожки (тат. Кибәннәр урамы, Kibännär uramı). Начинаясь от безымянного проезда, пересекает улицы Плужная и Йолдызлы.
- Таганрогская (бывшая улица Декабристов, переименована 28 ноября 1967 года, тат. Таганрог урамы, Taganrog uramı). Начинаясь от улицы Алтынова, пересекает Варшавскую улицу и заканчивается пересечением с Залесной улицей.
- Тан (тат. Таң урамы, Tañ uramı). Находится в посёлке ИЖС «Тасма»; начинаясь от объездной дороги, пересекается с улицами Симбирская, Гузель, Кырлай и переходит в Нижнюю улицу Новой Туры.
- Тасма (тат. Тасма урамы, Tasma uramı). Находится в посёлке ИЖС «Тасма»; начинаясь недалеко от посёлка Новая Тура, пересекается с улицами Кырлай и Паратская и заканчивается на южной окраине посёлка.
- Ташлы (тат. Ташлы урам, Taşlı uram). Начинаясь внутри квартала, пересекает Узорную улицу и заканчивается пересечением с Хибинской улицей.
- Тетюшская (бывшая улица Октября, переименована 28 ноября 1967 года, тат. Тәтеш урамы, Täteş uramı).[9] Начинаясь от Залесной улицы, пересекает Варшавскую улицу и заканчивается пересечением с Лесопарковой улицей.
- Узорная (тат. Бизәкле урам, Bizäkle uram). Начинаясь от Узорной улицы, заканчивается пересечением с Хибинской улицей.
- Узорный переулок (тат. Бизәкле тыкрык, Bizäkle tıqrıq). Начинаясь от Узорной улицы, заканчивается пересечением с Хибинской улицей.
- Узянле переулок (тат. Үзәнле тыкрык, Üzänle tıqrıq). Начинаясь от безымянного проезда, заканчивается пересечением с улицей Узянле.
- Узянле (тат. Үзәнле урам, Üzänle uram). Начинаясь от Залесной улицы, пересекает переулок Аулак и заканчивается пересечением с переулком Узянле.
- Хибинская
- Шавкат (тат. Шәүкәт урамы, Şäwkät uramı). Начинаясь от Совхозного переулка, пересекает улицы Актанышская, Аккош, Узорная и заканчивается пересечением с Хибинской улицей.
- Шумная (тат. Шаулы урам, Şawlı uram). Начинаясь от улицы Сердаш, заканчивается, переходя в неё же.
- Юлдаш (тат. Юлдаш урамы, Yuldaş uramı). Находится в посёлке ИЖС «НПП им. Ленина»; начинаясь от Красочного переулка, пересекает 1-й и 2-й Красочные тупики и заканчивается на северной окраине посёлка.

## Транспорт
До посёлка ходит городские автобусные маршруты №№ 36, 36а, 46, 72 и некоторые пригородные автобусные маршруты (№ 110, 116 и другие).

## Разное
Около посёлка расположено несколько детских оздоровительных лагерей: им. Гагарина (в советское время принадлежал моторостроительному проектному бюро), «Искра» Казанского училища олимпийского резерва (ранее принадлежал ПО «Казгражданпроект»), «Солнечный» Казаньоргсинтеза, «Заречье» (бывшие «Спартак» одноимённой фабрики и «Светлячок» треста «Промстройматериалы»), «Дружба» (объединения «Татагропромстрой», заброшен), «Восток» (бывший кожевенного объединения), «Молодая гвардия» (основан в 1932 году, ранее принадлежал пороховому заводу), «Факел» треста «Татнефтепроводстрой», им. Зои Космодемьянской фабрики ПОШ, «Космонавты» текстильно-галантерейной фабрики, «Чайка» завода медаппаратуры, «Восток-2» электротехнического завода (последние пять ныне не существуют).